# سوجوالی
سوجوالی (به انگلیسی: Sujowali) یک منطقهٔ مسکونی در پاکستان است که در پنجاب واقع شده‌است. سوجوالی ۲۳۶ متر بالاتر از سطح دریا واقع شده‌است.